# Габелок Артем Юрійович
Арте́м Ю́рійович Габело́к (нар. 2 січня 1995, Дніпропетровськ, Україна) — український футболіст, центральний півзахисник одеського «Чорноморця». Колишній гравець юнацьких та молодіжної збірних України.

## Клубна кар'єра
Народився в Дніпропетровську. Почав займатися футболом у рідному місті в спортивній школі ІСТА-ДЮСШ-7 (перший тренер — Анатолій Бурганов). У ДЮФЛУ виступав за команди «Ювілейний» (Дніпропетровськ) і «Шахтар» (Донецьк). У 2013—2016 роках грав у складі «гірників» у юнацькому та молодіжному чемпіонатах України. В першій половині сезону 2014/15 провів 16 матчів і забив один гол у Другій лізі за «Шахтар-3».
У лютому 2017 року як вільний агент приєднався до складу юрмальського «Спартакса». Протягом 2017 року відіграв за цей клуб 20 матчів (2 голи) в національному чемпіонаті, шість — у Кубку Латвії та два — в кваліфікації Ліги чемпіонів. Ставши за підсумками сезону 2017 чемпіоном Латвії, в січні 2018 року залишив цю країни.
Провівши півроку без клубу, 3 липня 2018 року уклав дворічний контракт з полтавською «Ворсклою». Дебютував в українській Прем'єр-лізі 25 липня 2018 року у першому ж турі сезону 2018/19, вийшовши на поле замість Дмитра Кравченка на 82-й хвилині матчу проти київського «Динамо». У тому ж сезоні зіграв за полтавський клуб у двох матчах проти лісабонського «Спортінга» у Лізі Європи.
28 лютого 2021 року став гравцем харківського «Металіста 1925».

## Виступи за збірні
2012 року дебютував у складі юнацької збірної України, взяв участь у 9 іграх на юнацькому рівні, відзначившись одним забитим голом.
2015 року залучався до складу молодіжної збірної України, за яку зіграв у двох офіційних матчах.

## Досягнення
«Спартакс»:
 Чемпіон Латвії: 2017
 «Металіст 1925»:
 Бронзовий призер Першої ліги України: 2020/21